# Great Needle Peak
Der Great Needle Peak (bulgarisch Голям Иглен връх Goljam Iglen wrach; spanisch Pico Falsa Aguja) ist ein etwa 1690 m hoher und stark vergletscherter Berg auf der Livingston-Insel im Archipel der Südlichen Shetlandinseln. In den Tangra Mountains ragt er 2,1 km südlich des Tutrakan Peak, 2,2 km südwestlich des Helmet Peak und 3,3 km nordwestlich des M’Kean Point auf und bildet den zentralen Teil des Levski Ridge. Das Devnya Valley und der Huron-Gletscher liegen nördlich, der Macy-Gletscher südwestlich, der Srebarna-Gletscher südlich und der Magura-Gletscher östlich von ihm.
Bulgarische Wissenschaftler nahmen zwischen 2004 und 2005 Vermessungen vor und gaben ihm seinen deskriptiven Namen. Der Berg wurde erstmals am 8. Januar 2015 von Nikolai Petkow, Doitschin Bojanow und Aleksandar Schopow im Rahmen der 23. Bulgarischen Antarktisexpedition erstiegen.